# إسحاق بومان
إسحاق بومان (بالإنجليزية: Isaac Bowman)‏ هو فلاح أمريكي، ولد في 24 أبريل 1757 في Strasburg, Virginia ‏ في الولايات المتحدة، وتوفي في 9 سبتمبر 1826.